# Nendöklauwiermonarch
De nendöklauwiermonarch (oude naam santacruzklauwiermonarch) (Clytorhynchus sanctaecrucis) is een zangvogel uit de familie Monarchidae (Monarchen). Het is een bedreigde, endemische vogelsoort op de Santa Cruz-eilanden (eilandgroep binnen de Salomonseilanden). De vogel werd in 1933 door Ernst Mayr als een ondersoort van de fijiklauwiermonarch (C. vitiensis sanctaecrucis) beschreven.

## Kenmerken
De vogel is 19 tot 20 cm lang en lijkt op de fijiklauwiermonarch. Het mannetje is echter zwart en roetkleurig daar waar de fijiklauwiermonarch bruin is. Van onder is de vogel zijdekleurig wit. Het vrouwtje is donkerder bruin en niet roodbruin. Verder is deze soort gemiddeld iets kleiner met een minder forse snavel.

## Verspreiding en leefgebied
Deze soort komt voor op het eiland Nendö van de Santa Cruz-eilanden. De leefgebieden liggen in natuurlijk of oud secundair bos in heuvelig, rotsig terrein met veel ondergroei tussen de 100 en 550 meter boven zeeniveau, vaak in de buurt van beken. Het aantal waarnemingen is echter zeer gering.

## Status
De nendöklauwiermonarch heeft een beperkt verspreidingsgebied en daardoor is de kans op uitsterven aanwezig. De grootte van de populatie werd in 2016 door BirdLife International geschat op 250 tot 1000 volwassen individuen en de populatie-aantallen nemen af door habitatverlies. Het leefgebied wordt geleidelijk steeds meer aangetast door ontbossing waarbij natuurlijk bos wordt omgezet in gebied voor agrarisch gebruik. Om deze redenen staat deze soort als bedreigd op de Rode Lijst van de IUCN.